# Grinder (Segeln)

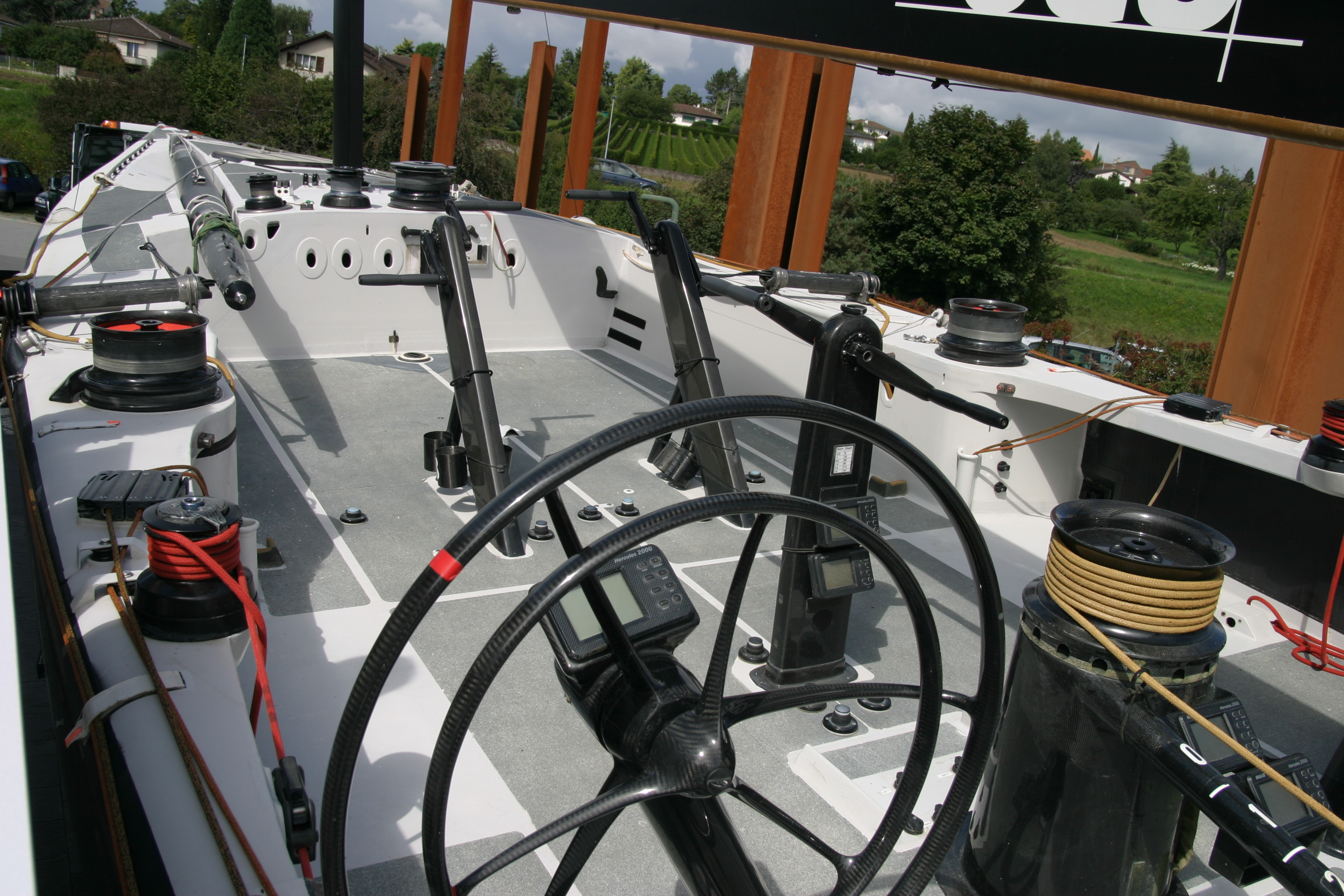
Mehrere Grinder auf dem Vorschiff der Alinghi

Grinder bezeichnet eine Vorrichtung auf einem Segelschiff zum Antrieb einer Winsch (Winde).

## Name
Grinder ist ein verbreiteter Anglizismus, der eine Antriebsart für Winschen auf Segelyachten bezeichnet.
In den sechziger Jahren waren teilweise noch sogenannte Hebelwinschen üblich, die mit einem Hebel am Winschsockel angetrieben wurden. Als Gegenstück dazu entwickelte man dann Winschen, die mit einer in die Oberseite der Trommel gesteckten Kurbel angetrieben wurden. Die Vorteile lagen auf der Hand – man konnte nun im Kreis kurbeln und musste nicht mehr einen Hebel hin- und herbewegen. Allerdings ähnelte das Kurbeln an diesen Winschen dem Mahlen mit einer Kaffeemühle – der Begriff war erfunden.
Anfang der 70er wurde insbesondere für die großen Schotwinschen zusätzlich noch ein Fernantrieb entwickelt, der dann den Namen Coffee grinder übernahm. Die Bedeutung wandelte sich somit, nicht mehr die Winsch, sondern die von ihr getrennten Kurbeln wurden als Coffee grinder bezeichnet. 
Im Englischen ist dieser Ausdruck dagegen unüblich, der englische Ausdruck für „Grinder“ ist Pedestal (Sockel, Aufbau, Podest). Allerdings werden die Personen, die den Coffee grinder bedienen, sowohl im Englischen als auch im Deutschen als Grinder bezeichnet.

## Aufbau
An einer im Cockpit oder an Deck stehenden Säule ist beidseitig je eine Kurbel auf einer horizontalen Achse, ähnlich einem auf dem Kopf stehenden Fahrradantrieb, angebracht. Über Kegelzahnräder, eine Kette oder einen Zahnriemen wird die Drehbewegung unter Deck zu einem Verteilgetriebe geleitet. Von dort aus wird die Kraft zu einer oder gleichzeitig mehreren Winschen geleitet. Dabei lassen sich meistens sowohl die Drehrichtung als auch das Übersetzungsverhältnis der jeweiligen Aufgabe anpassen.

## Unterschied und Vorteile zu einer Winschbedienung mit aufgesteckter Kurbel
- Beim Kurbeln an einem Grinder braucht der Bediener nicht an einer unter ihm stehenden Winsch horizontal zu kurbeln. Er kann seinen gesamten Oberkörper einsetzen und so deutlich mehr Kraft aufbringen.
- An einem Grinder können zwei Personen gleichzeitig kurbeln, während dies an einer Winsch aus Platzgründen meist unmöglich ist. Die verfügbare Kraft kann somit nochmals verdoppelt werden.
- An einem Grinder können ein oder zwei Personen kurbeln (sich also nur auf den Antrieb konzentrieren), während eine dritte die eigentliche Winsch bedient. „Kurbler“ und Winschbediener sind also räumlich getrennt und stehen sich somit nicht gegenseitig im Weg. Die Winsch kann dort stehen, wo sie gebraucht wird, während die Kurbler dort stehen können, wo sie einen sicheren Stand haben.

## Nachteile
- Durch die mehrfache Richtungsumleitung über verschiedene (wenigstens zwei) Winkelgetriebe sinkt der Wirkungsgrad, was aber allein durch die zusätzliche Nutzung der Kraft des zweiten Arms mehr als ausgeglichen wird.
- Grinder sind wegen der geringen Produktionsstückzahl und der aufwendigen Anpassungen an die örtlichen Gegebenheiten vergleichsweise teuer.
- Für eine optimale Bedienung sind zwei Personen wünschenswert. Zusätzlich wird noch eine Person gebraucht, die das Ergebnis kontrolliert (Trimmer), da der Grinderbediener das Segel oder die Winsch oft gar nicht sehen kann oder sonstigen Einfluss auf die Schot oder die Leine nehmen kann.

## Verwendung
Grinder werden vor allem auf großen Regattaschiffen eingesetzt, auf kleineren Booten sind die aufzubringenden Lasten so klein, dass sich ihr Einsatz nicht lohnt.
Unter ca. 13 bis 15 Meter Bootslänge werden Grinder daher nicht verbaut. Auch Fahrtenschiffe, die weniger Wert auf optimale Bedienbarkeit legen, verwenden üblicherweise keine Grinder, da diese an Deck relativ viel Platz beanspruchen.

## Weitere Bedeutung
Als Grinder wird auch der Bediener eines Grinders bezeichnet. Dies ist auch im Englischen so. Der Begriff 'Coffee Grinder' wird im Englischen nur für besonders große Winschtrommeln benutzt, unabhängig davon, wie sie angetrieben werden.